# ダム・ブランシュ

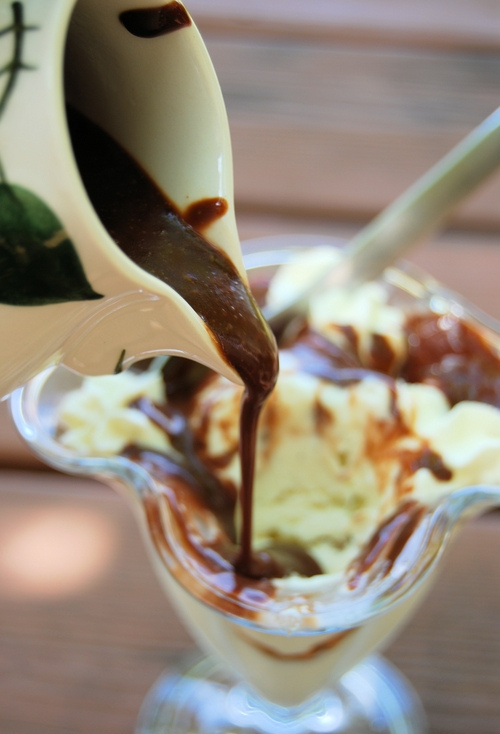
ダム・ブランシュの例

ダム・ブランシュ（フランス語: dame blanche）はベルギーの伝統的なデザート。冷たいバニラアイスクリームに溶かした温かいチョコレートをかけたもの。
ドイツ、スイスで食されているクープ・デーネマルクについても本項で概説する。

## 概要
溶かしたチョコレートが冷たいアイスクリームに触れて固まったパリパリした食感とアイスクリームのなめらかな食感との違いが楽しめるデザートである。
ベルギーでの人気は高く、ベルギーのカフェでは必ずと言ってよいほど提供されている定番デザートである。ベルギーでは、かけるチョコレートソースにこだわりを持ち、提供する店ごとに独自のレシピで作っている。ダークチョコレートにホイップクリームを混ぜ合わせたものが定番であるが、ミルクチョコレートで作る店もあり、アイスクリームもバニラ以外に、モカも人気がある。

## 歴史
1825年にパリで公演されたフランソワ＝アドリアン・ボイエルデュー作のオペラ・コミック『白衣の婦人（フランス語: La Dame blanche）』にインスピレーションを受けて考案されたスイーツである。フランスに発祥したデザートであるが、ベルギーで人気となった。

## ドイツ
ドイツとスイスでは、バニラアイスクリームに温かいチョコレートソースを添えたデザートをクープ・デーネマルク（ドイツ語: coupe Dänemark、coupe Danmark）と呼ぶ。
チョコレートソースを温かいキイチゴのソースに換えたデザートをハイセ・ヒムベーァレン（heiße himbeeren）、ハイセ・リーベ（heiße liebe）と呼ぶ。「ハイセ・リーベ」は「熱い恋」の意である。
また、チョコレートソースを温かいサクランボのソースを換えたデザートをハイセ・キルシェン（heiße kirschen）と呼ぶ。

### クープ・デーネマルクの歴史
クープ・デーネマルクの誕生には以下のような逸話がある。
コペンハーゲンのチボリ公園のレストランで、夜遅くになってデザートを注文した客がいたが、レストランにはバニラアイスクリームが少ししか残っておらず、シェフが即興でチョコレートを溶かしたソースを作って注いだ。即興で作られたデザートはその客に受け入れられたことで、レギュラーメニューとなった。
「デニッシュ」（こちらも「デンマークの」といった意味があり、ドイツ語では「コペンハーゲナー」）が既にあったことから、クープ・デーネマルク（「デンマークのカップ」の意）と名付けられた。